# Перрі Рівз
Перрі Рівз ((англ.) Perrey Reeves) — американська акторка.

## Фільмографія

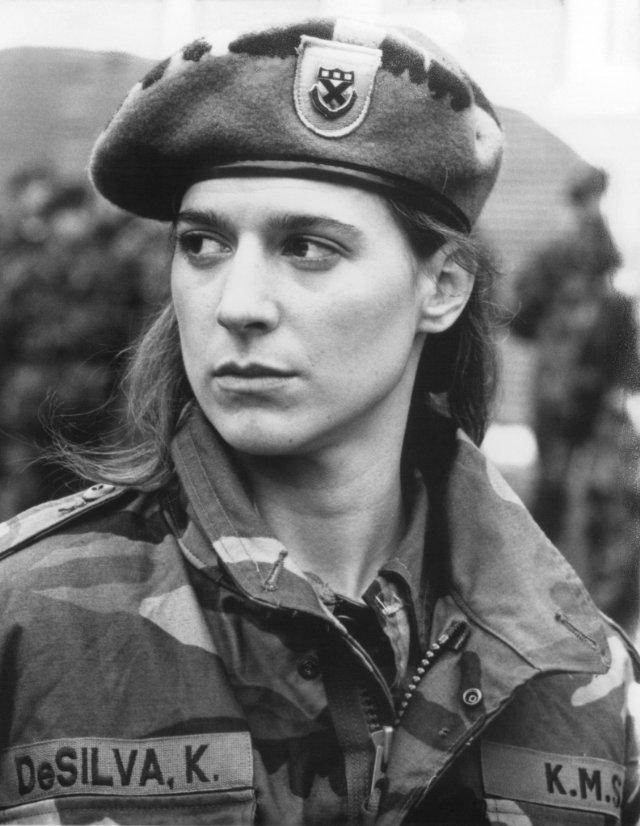
В ролі Крістен де Сільви

- В ролі Крістен де Сільви1989 — Убивство випускниці (The Preppie Murder)
- 1991 — Дитяча гра 3 (Child's Play 3)
- 1994 — 3 (Цілком таємно) (3, The X-Files)
- 1995 — Втеча на Відьмину гору (Escape To Witch Mountain)
- 1995 — Забути і згадати (Kicking and Screaming)
- 1998 — Димові сигнали (Smoke Signals)
- 1999 — Субурбани (також «Королі року»; The Suburbans)
- 2003 — Старе загартування (Old School)
- 2005 — Містер і місіс Сміт (Mr. & Mrs. Smith)
- 2005 — Нерозгадане (Undiscovered)
- 2006 — Американська мрія (American Dreamz)
- 2008 — Порочне коло (Vicious Circle)
- 2009 — Американська інтрижка (An American Affair)
- 2004—2011 — Антураж (серіал) (Entourage)
- 2013 — Невинність (Innocence)
- 2013 — Жах! (Fugly!)
- 2015 — Антураж (Entourage)
- 2019 — Плюс один (Plus One)
- 2021 — Зоряний рубіж (Cosmic Sin)